# Hancock County (Mississippi)
Hancock County is een county in de Amerikaanse staat Mississippi.
De county heeft een landoppervlakte van 1.235 km² en telt 42.967 inwoners (volkstelling 2000). De hoofdplaats is Bay Saint Louis.

## Bevolkingsontwikkeling

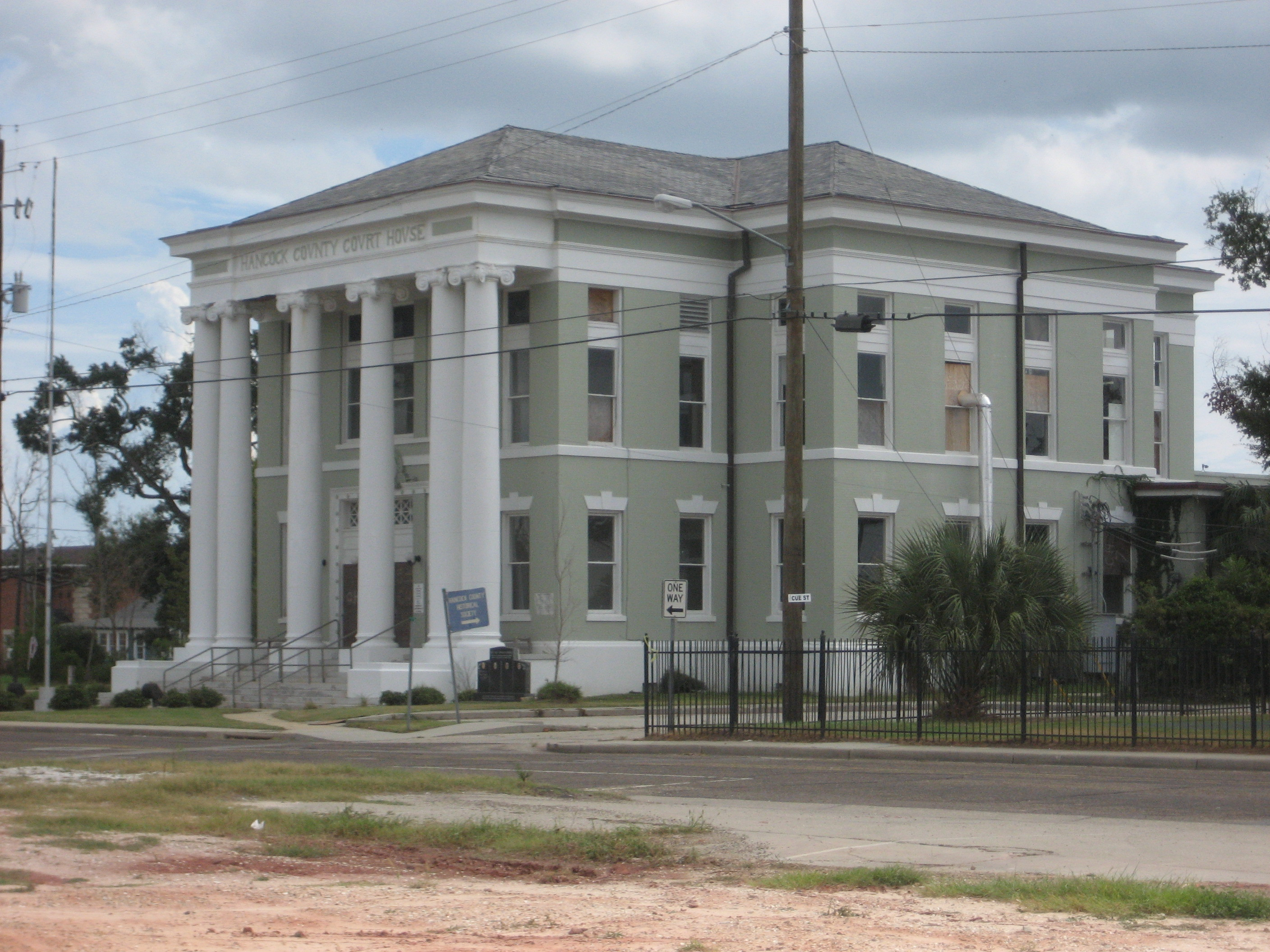
Hancock County Courthouse